# Tullins
Tullins är en kommun i departementet Isère i regionen Auvergne-Rhône-Alpes i sydöstra Frankrike. Kommunen ligger i kantonen Tullins som tillhör arrondissementet Grenoble. År 2022 hade Tullins 7 657 invånare.

## Befolkningsutveckling
Antalet invånare i kommunen Tullins
Referens:INSEE